# Neuville-lès-Vaucouleurs
Neuville-les-Vaucouleurs é uma comuna francesa na região administrativa de Grande Leste, no departamento de Meuse. Estende-se por uma área de 8,35 km². Em 2010 a comuna tinha 183 habitantes (densidade: 21,9 hab./km²).